# Old Man's Child
Old Man's Child norveški je black metal-sastav iz Osla. Glavni skladatelj i vokalist sastava je Galder (prije znan kao Grusom; također poznat kao gitarist grupe Dimmu Borgir) koji je trenutno ujedno i jedini stalni član grupe.

## Povijest

### Osnivanje (1989. – 1995.)
Old Man's Child službeno je osnovan 1993. godine, no korijeni skupine začeti su još 1989. kada su Galder, Jardar i Tjodalv osnovali death metal grupu Requiem. Sastav je izvorno svirao obrade pjesama grupa Slayer i Metallica no kasnije objavljuje svoj istoimeni demouradak 1993. godine. Nakon promjene imena u Old Man's Child, grupa napušta svoj prethodni death metal stil te se posvećuje black metalu. Godinu dana kasnije objavljuje svoj demouradak pod imenom In the Shades of Life.

### Prvi albumi (1996. – 1999.)
Prvi album sastava, Born of the Flickering, objavljuje diskografska kuća Hot Records 1996. godine. Ubrzo nakon objave svog prvog albuma, Old Man's Child potpisuje ugovor s diskografskom kućom Century Media Records koja će objavljivati sve njegove naknadne albume. Nakon objave albuma The Pagan Prosperity i Ill-Natured Spiritual Invasion sastav odlazi na jednu od svojih rijetkih turneja. Old Man's Child rijetko odlazi na turneje zbog stalnih promjena u postavi grupe.

### Dimmu Borgir i posljednji albumi (2000. – 2009.)
Galder se 2000. godine priključuje grupi Dimmu Borgir, no ne prestaje sa svojim radom u Old Man's Childu. Tijekom godina Old Man's Child je prerastao u jednočlani sastav s raznim studijskim glazbenicima.
Između 2000. i 2009. godine Old Man's Child objavljuje četiri studijska albuma: Revelation 666: The Curse of Damnation (iz 2000.), In Defiance of Existence (iz 2003.), Vermin (iz 2005.) te Slaves of the World (iz 2009.).

### Budućnost (2010. - danas)
Krajem 2010. godine u jednom je intervjuu Galder izjaviio kako je bio čvrsto usredotočen na tadašnju turneju s Dimmu Borgirom. Galder je također izjavio kako će nakon svjetske turneje ponovno početi skladati glazbu za Old Man's Child te da bi novi album sastava mogao biti objavljen već 2012. godine. Međutim, do novoga albuma ipak nije došlo te je Old Man's Child prestao biti pod pokroviteljstvom Century Media Recordsa jer je grupi istekla valjanost ugovora za objavu albuma. Trenutno stanje aktivnosti grupe je nepoznato.

## Diskografija
Studijski albumi
- Born of the Flickering (1996.)
- The Pagan Prosperity (1997.)
- Ill-Natured Spiritual Invasion (1998.)
- Revelation 666: The Curse of Damnation (2000.)
- In Defiance of Existence (2003.)
- Vermin (2005.)
- Slaves of the World (2009.)

Split albumi
- Sons of Satan Gather for Attack (1999.)

Kompilacije
- The Historical Plague (2003.)

Demo uradci
- In the Shades of Life (1994.)

## Članovi sastava
| Trenutni članovi - Galder – vokali, gitara, bas-gitara, klavijature (1993. - danas) Bivši koncertni članovi - Sarke – bubnjevi (1997.) - Gene Hoglan – bubnjevi (1998. – 1999.) - Punisher – gitara, bas-gitara (1998.) - Vidvandre – klavijature (2000.) | Bivši članovi - Tjodalv – bubnjevi (1993. – 1995., 1999. – 2001.) - Jardar – gitara (1993. – 1997., 1999. – 2003.) - Brynjard Tristan – bas-gitara (1994. – 1995.) - Gonde – bas-gitara (1995. – 1997.) - Aldrahn – vokali (1995.) - Tony Kirkemo – bubnjevi (1996. – 1997.) - Memnoch – bas-gitara (1999. – 2001.) - Grimar – bubnjevi (1999. – 2000.) |

Vremenska crta